# 刘㛃园
刘㛃园（1864年—1962年），原名刘文嘉，字任甫。毕业于早稻田大学法律系，举人，民族爱国人士。曾搜集、培育几千个品种的菊花，民间称其菊花刘。生前任第一届北京市政协委员、中央文史研究馆第一批馆员。

## 生平

### 负笈东瀛
刘㛃园生于1884年，弟兄三人，他居长。幼年失怙，就读于叔祖父肫诚家塾，聪颖过人。初应童试，县、院皆以貌取人，抑居第二名。在府试时独获第一，因得受知于太守梁鼎芬门下，选入官立方言学堂（即今之外国语学校）肄业，并派往日本游学。入早稻田大学专攻法律，以成绩优良，曾得金匙等奖品（今尚保存）。毕业后，回国参加清朝最后一次科举，中“举人”授七品京官，分配至黑龙江管理财政。

### 辛亥从戎
1911年辛亥革命，武昌起义成立军政府。刘㛃园投笔从戎，由黑龙江浮海潜返鄂诸，参加革命。都督府内务司延任顾问、财政、实业两司聘充参议。旋因军民分治，组设民政府，为民政长刘心源的主任秘书，后派兼财政司财政科长。时董必武任该司秘书。

### 两度辞官
袁世凯在北京就任大总统时，副总统兼都督黎元洪令派赴东西洋考察财政，因经费被挪用未果，旋由北京财政部调部内充佥事，创办盐业税并兼盐务总署总务科科长，掌握国家盐税收入。刘㛃园反对当时财政部总长张弧侵占盐税移作袁氏称帝经费，因而受到财政当局的排挤。1914年愤然辞职远走龙沙（即今之齐齐哈尔），从朱庆润（时任黑龙江督军兼省长），任省长公署教育科科长（当时尚未成立教育厅），创办省立男女中学及师范，组织运动会，观摩比赛。但以军阀混战，争权夺利，朱庆润不久被逐下台；由鲍贵卿、毕桂芳及許蘭洲等继任。时局混乱，省城时遭兵变，民不聊生。不得已于1918年挈眷返京，租屋于西城石驸马后闸，旋迁居南沟沿。

### 闭门艺菊
在京居住期间，受聘各大学担任法学教授，有时应友人约往外省市任职，多系科文书工作，不得展其所长。1929年经友人介绍到哈尔滨中东铁路督办公署工作，在该路编译处担任编译委员，待遇与苏联职员相同，工资按金卢布折合成哈尔滨大洋发给。生活稳定优裕。至九一八事變，苏联让出中东铁路产权。刘㛃园愤而退职，携眷绕海道回北平，以退职金购得城北后海净业湖畔住房一处，连同园地约七亩。自1931年起闭门艺菊。菊花因其在深秋不畏寒霜而怒放，历来被称为亮节高雅的象征，代表文人不畏欺凌的民族气节。㛃园老人采纳日本杂志资料及祖国莳菊方法，多方搜集各地名种，推陈出新，辛勤培植，卅年如一日。1961年刘㛃园为纪念艺菊卅周年，曾感赋二律，并调《惜黄花慢》。

### 传授技术
1953年冬菊展时，北京的大中小学校及幼儿园师生集体来园参观，日达数起，并邀请刘㛃园讲话。虽大风飞雪，刘㛃园亦挺立院中讲解菊花之优点及培植方法，受到大家的鼓掌答谢。1957年5月中央新闻纪录电影制片厂邀请，刘㛃园至护国寺一号梅兰芳先生家中，在花坛前拍摄了浇花镜头。此镜头被编入新闻片中放映。1961年11月新影厂拍摄㛃园菊花，并向刘㛃园索小诗。诗曰：“秋菊产中华，芳丛众口夸，傲霜兼冒雪，艳态灿云霞。”当时陳雲誥也应邀来园，与刘㛃园并立菊坛前，为新影拍入《今日中国》纪录片中，在国外放映。此外尚有中央人民广播台电邀请去播讲艺菊技术，两次邀请的具体时间，已失记载。刘㛃园对菊花培植方法曾编有“艺菊要诀诗十四绝”。在六十年代时曾着手编制艺菊经验总结，己部分写出，惜病魔为崇，中途停笔。此一未完作品被友人借阅，在文化大革命时失去。

### 慷慨献园
1960年刘㛃园年逾七十六，深感身体衰弱，精力不济。经征得儿媳同意，将㛃园无偿赠献政府，为继续研究培植花卉使用。本人退居二线，但任技术指导。1962年刘㛃园不幸罹胃癌，住积水潭医院动手术，惜发现过晚，癌毒细胞己扩散，出院后甫三月即逝世。享年七十八岁。刘㛃园生前为北京市政协委员，中央文史馆馆员和北京市园林局顾问。所捐献之园地，今已改建为画家徐悲鸿纪念馆。所遗留而保存在舍下的中央首长题词、著名画家作品、还有他本人写的诗词等，虽经文化大革命尚保存完好，未受损失，许多朋友都为之庆幸。

## 评价
刘㛃园艺菊推陈出新，培育了不少新品种。不顾年迈向前来参观学习的人讲述菊花的特点和培植方法。中央人民广播电台、新闻纪录电影制片厂都曾专题介绍过刘㛃园和他的菊花，先生为新影拍片而吟味的小诗是：“秋菊产中华，芳从众口夸。傲霜兼冒雨，艳态处云霞。”